# Tiffany Boone
Tiffany Boone (Baltimora, 27 agosto 1987) è un'attrice statunitense.

## Biografia
Dopo gli studi all'Istituto delle arti della California, Tiffany Boone ha recitato sul piccolo e grande schermo. In campo televisivo è nota soprattutto per i suoi ruoli principali di Mandy Lang in The Following, Jerrika in The Chi, Roxy Jones in Hunters e Dalilah in Nine Perfect Strangers.

## Filmografia parziale

### Attrice

#### Cinema
- Detention - Terrore al liceo (Detention), regia di Joseph Kahn (2011)
- Beautiful Creatures - La sedicesima luna (Beautiful Creatures), regia di Richard LaGravenese (2013)
- The Midnight Sky, regia di George Clooney (2020)

#### Televisione
- Southland - serie TV, 2 episodi (2012)
- Suburgatory - serie TV, 1 episodio (2012)
- Grey's Anatomy – serie TV, episodio 9x17 (2013)
- Perception - serie TV, 1 episodio (2013)
- The Following - serie TV, 12 episodi (2014)
- Major Crimes - serie TV, 1 episodio (2014)
- C'era una volta (Once Upon a Time) - serie TV, 1 episodio (2015)
- The Chi - serie TV, 16 episodi (2018-2019)
- Tanti piccoli fuochi (Little Fires Everywhere) - serie TV, 2 episodi (2020)
- Hunters - serie TV, 18 episodi (2020-2023)
- Nine Perfect Strangers - serie TV, 8 episodi (2021)

### Doppiatrice
- Mufasa - Il re leone (Mufasa: The Lion King), regia di Barry Jenkins (2024)

## Doppiatrici italiane
Nelle versioni in italiano delle opere in cui ha recitato, Tiffany Boone è stata doppiata da:
- Veronica Puccio in Beautiful Creatures - La sedicesima luna, Nine Perfect Strangers
- Eva Padoan in The Midnight Sky, Hunters
- Erica Necci in Grey's Anatomy
- Sara Labidi in The Following
- Virginia Brunetti in C'era una volta
- Loretta Di Pisa in The Chi

Da doppiatrice è sostituita da:
- Elodie in Mufasa - Il re leone